# Otis (canção)
"Otis" é um single de Jay-Z e Kanye West relativo ao álbum "Watch the Throne". O anúncio da canção, juntamente com várias outras faixas do álbum, deu-se em evento organizado por Jay-Z em 7 de julho de 2011 para divulgar o trabalho à imprensa. Também foi explicado que a música conteria samples de Otis Redding. Em 19 de julho de 2011, o lançamento da canção foi noticiado através de Twitter. No dia seguinte, "Otis" foi lançada por Funkmaster Flex Hot 97, um programa de rádio e mais tarde na Internet.
A arte da capa foi desenhada pelo estilista italiano Riccardo Tisci. A canção recebeu críticas positivas e foi  tocada nas rádios norte-americanas. Em 22 de julho, foi lançada no iTunes Store.

## Antecedentes e Lançamento
Em 07 de julho de 2011, "Otis", juntamente com as outras músicas de Watch the Throne , foi executada por Jay-Z  em uma sessão privada para divulgar o álbum a jornalistas no Hotel Mercer, em Nova York.. Depois do lançamento no programa Funkmaster Flex Hot 97, o single foi liberado para download digital na Internet como meio de promover o álbum. Uma vez lançada, a canção rapidamente se tornou um trending topic no Twitter. No iTunes Store, a estratégia foi distribuí-la de forma gratuita àqueles que haviam se pré-cadastrado para o lançamento do álbum. A canção teve frequência moderada nas rádios. [carece de fontes?]

## Arte da Capa
A arte da capa é de autoria do estilista italiano Riccardo Tisci , que já havia trabalhado em "H•A•M" e igualmente na capa do álbum Watch the Throne. Possui a bandeira americana, os nomes dos dois artistas e o título da música e do álbum. A obra foi liberada para a internet, onde pode ser baixada juntamente com a música.

## Faixas e formatos
| Download digital |                           |                                                                                    |         |  |
| N.º              | Título                    | Compositor(es)                                                                     | Duração |  |
| 1.               | "Otis" (com Otis Redding) | Kanye West, Shawn Carter, Jimmy Campbell, Reg Connelly, Kirk Robinson, Roy Hammond | 2:58    |  |

## Desempenho
| País           | Paradas                        | Melhor posição | Vendas   |
| -------------- | ------------------------------ | -------------- | -------- |
| Austrália      | Australian Urban Singles Chart | 19             |          |
| Canadá         | Canadian Hot 100               | 37             |          |
| Estados Unidos | Billboard Hot 100              | 12             | 158.000+ |
| Estados Unidos | R&B/Hip-Hop Songs              | 11             | 158.000+ |
| Estados Unidos | Rap Songs                      | 7              | 158.000+ |
| Estados Unidos | Digital Songs                  | 9              | 158.000+ |
| Reino Unido    | UK Singles Chart               | 38             |          |
| Reino Unido    | R&B/Hip-Hop Chart              | 14             |          |